# Gibus de Soultrait
Pour les autres membres de la famille, voir famille Richard de Soultrait.
Gibus Richard de Soultrait, né le 23 mai 1957 à Biarritz, est un journaliste et écrivain français, spécialiste du surf.

## Débuts
Né en 1957, il est l'un des descendants de comtes et barons de la famille Richard de Soultrait, une famille aristocratique de la Nièvre et de l’Allier, dont la généalogie remonte au XIVe siècle. Il débute le surf à l'âge de neuf ans. En 1965, un oncle l'abonne à une revue américaine spécialisée, Surfer Magazine, et il est influencé par son frère, qui au début des années 1970 voyage à travers le monde pour surfer.
Ayant eu son baccalauréat en 1975, il interrompt ses études pour faire un tour du monde pendant deux ans, au cours duquel il fait du surf à divers endroits, notamment à l'île de Madère. A son retour, il travaille dans de petits emplois tout en étudiant en autodidacte la philosophie et la sociologie dans les universités de Nanterre et de Vincennes, puis au Collège de France,.

## Parcours professionnel et associatif
Il est cofondateur avec l'océanographe Pierre-Bernard Gascogne du magazine de surf, Surf Session,. Selon l'universitaire Christophe Guibert, sa position de directeur de la rédaction de Surf Session lui permet de développer sa vision du surf de manière autonome et Gibus de Soultrait occupe alors « une position dominante dans le champ de la presse spécialisée de surf ».
Gibus de Soultrait devient en 1994 rédacteur en chef de la version française de la revue culturelle américaine bimestrielle Surfer's Journal,.
Il fait partie en 1990 des membres fondateurs de Surfrider Foundation Europe, une association de défense de l’environnement. Selon l'universitaire Christophe Guibert, Gibus de Soultrait dispose alors  de canaux lui permettant de diffuser « sa propre vision du surf auprès d’un lectorat nombreux ». Gibus de Soultrait est également créateur et gérant de la société d’édition « Vent de Terre ». Par ailleurs, il publie dans des revues de sciences humaines, dont Chimères et Les périphériques vous parlent. Et il publie plusieurs articles sur le surf dans le journal Sud Ouest. Ce quotidien le mentionne une cinquante de fois entre 1994 et 2005, et le qualifie régulièrement de « gourou » du surf.
Gibus de Soultrait  enseigne au master de glisse (Bayonne) de l'Université Bordeaux II. Il a contribué à diverses expositions autour du surf, dont La déferlante surf en 2019, au Musée d'Aquitaine, à Bordeaux, faisant partie du Conseil scientifique de l'exposition,. 
Il a collaboré avec la revue Traverses[réf. nécessaire] et la plate-forme interdisciplinaire Rhuthmos.eu.
Acteur associatif, impliqué notamment dans le combat écologique, il fait partie des surfeurs qui ont lancé Rame pour ta planète, une manifestation citoyenne où il est proposé de ramer pour dénoncer la pollution marine. Il participe en 2018 et 2019,.
Outre ses écrits, il réalise, à la marge, de petits films vidéo comme Surfing Memory (2011), ou autour de la thématique du mouvement, Les vagues et les amours (5 min - 2015), Surf et danse (5 min - 2015), Opportunity (45 min - 2016), le Mouvement l'Agencement l'Enchantement (3 min - 2018).
Il dirige avec Julien Roulland à Biarritz la Maison du surf, un lieu créé en 2016, qui est consacré à la culture surf et accueille une exposition permanente sur l'histoire du surf.

## Activité d'écrivain
Il a publié plusieurs livres généraux et historiques sur le surf. Il développe une vision des surfeurs comme étant « en marge des normes sociales », « contestataires » et « non conformistes », les vecteurs d'une révolution culturelle qui les apparente aux Beatniks et hippies, des individus ayant des difficultés à se « plier à la rigidité du système », porteurs d'une utopie et en recherche d'une alternative de vie,. Selon l'universitaire Christophe Guibert, l'oeuvre de Gibus de Soultrait est « incontournable » pour comprendre pourquoi une certaine façon de voir les surfeurs s'est imposée en France.
Gibus de Soultrait a écrit des essais sur la thématique du mouvement qui lui ont valu d'échanger sur ce thème avec le philosophe Gilles Deleuze au début des années 1990,. Gibus de Soultrait publie des ouvrages sur la philosophie du surf,  en 1995 L'entente du mouvement et L’homme et la vague, puis en 2000 Pour un concept d’intégrité.
Son intérêt pour le surf et la philosophie le conduit à écrire également une oeuvre hybride en 2020, Le surf change le monde, qui mêle des éléments autobiographiques, des textes philosophiques, et des rappels historiques sur la pratique de la glisse. Utilisant son expérience du surf, il s'en sert pour développer sa propre vision philosophique, basée sur l'idée qu'au lieu de lutter il vaut mieux se laisser emporter, comme le surfeur qui trouve son équilibre sur une vague, symbole de la domination de la nature. Il imagine alors un monde qui serait plus en phase avec les contraintes écologiques, et dont les principes seraient « Frugalité, oisiveté, gratuité »,,. Il écrit : « Le rythme est un concept, une pratique de nature écologique dont la prédominance fera notre salut pour échapper à l’aveuglement capitaliste. Même si la résistance est de mise, l’écologie doit arrêter de se buter contre les forces capitalistes. »
En 2021, il publie un court essai Le passage amoureux (Pour un imaginaire de l'incertitude).

## Publications
- Le passage amoureux (Pour un imaginaire de l'incertitude), Vent de Terre, 2021
- Le surf change le monde, Vent de Terre, 2020
- La question du rythme (de la vague), Vent de Terre, 2013
- Kelly Slater, le surf en tête avec les photos de Peter Wilson et Bernard Testemale, Surf Session Editions, 2012
- L'entente du mouvement, l'opportunité, (esquisses d'une résistance 1989-2011), Vent de Terre, 2011
- Décennies de surf en France (livre photos&textes), Surf Session Editions, 2008
- Le monde du surf, avec le photographe Sylvain Cazenave, Minerva, 2005
- Pour un concept d'intégrité fondé sur la mobilité, Vent de Terre, 2000
- L'entente du mouvement, Vent de Terre, 1995
- L'homme et la vague, avec le photographe Sylvain Cazenave, Surf Session Editions, 1995[20]
- Le temps d'une réplique, Éditions Inavouables, 1985